# Olympische Sommerspiele 2004/Teilnehmer (Turkmenistan)
| Gelbes Symbol für Goldmedaillen mit stilisierten Olympischen Ringen | Graues Symbol für Silbermedaillen mit stilisierten Olympischen Ringen | Braundes Symbol für Bronzemedaillen mit stilisierten Olympischen Ringen |
| ------------------------------------------------------------------- | --------------------------------------------------------------------- | ----------------------------------------------------------------------- |
| —                                                                   | —                                                                     | —                                                                       |

Turkmenistan nahm an den Olympischen Sommerspielen 2004 in Athen, Griechenland, mit einer Delegation von neun Sportlern (sechs Männer und drei Frauen) teil.

## Teilnehmer nach Sportarten

### Boxen
- Aliasker Başirow
Weltergewicht: 9. Platz

- Shokhrat Kurbanov
Halbschwergewicht: 17. Platz

### Gewichtheben
- Ümürbek Bazarbaýew
Federgewicht: 7. Platz

### Judo
- Nasiba Surkiýewa
Frauen, Mittelgewicht: in der 1. Runde ausgeschieden

### Leichtathletik
- Nazar Begliýew
800 Meter: Vorläufe

- Swetlana Pessowa
Frauen, Weitsprung: 36. Platz in der Qualifikation

### Schießen
- Igor Pirekeyev
Kleinkaliber Dreistellungskampf: 22. Platz
Kleinkaliber liegend: 9. Platz

### Schwimmen
- Hojamamed Hojamamedov
50 Meter Freistil: 72. platz

- Yelena Roykova
Frauen, 100 Meter Rücken: 42. Platz